# Debet
Inom bokföring utgör debet den "aktiva" aspekten av en finansiell transaktion som handlar om hur pengarna används, medan kredit är den "passiva" aspekten som handlar om varifrån pengarna kommer. Med andra ord visar debet att pengar har förts till ett visst bokföringskonto, medan kredit visar att pengar har förts ifrån ett visst bokföringskonto.
| Händelse i fulltext                                                                                     | Återgivning i bokföringen | Återgivning i bokföringen | Återgivning i bokföringen |
| Händelse i fulltext                                                                                     | Konto                     | Debet (till)              | Kredit (från)             |
| --- | ------------------------- | ------------------------- | ------------------------- |
| 300 kr tas ut från ett företags bankkonto som kontanter. Kontanterna läggs i företagets handkassa.      | Bankkonto                 |                           | 300                       |
| 300 kr tas ut från ett företags bankkonto som kontanter. Kontanterna läggs i företagets handkassa.      | Kassakonto                | 300                       |                           |
| Ett företag lånar 100 000 kr från sin bank. De lånade pengarna överförs till företagets egna bankkonto. | Skuldkonto                |                           | 100 000                   |
| Ett företag lånar 100 000 kr från sin bank. De lånade pengarna överförs till företagets egna bankkonto. | Bankkonto                 | 100 000                   |                           |
| Ett företag betalar tillbaka 2 000 kr på ett lån genom att använda kontanter från sin handkassa.        | Kassakonto                |                           | 2 000                     |
| Ett företag betalar tillbaka 2 000 kr på ett lån genom att använda kontanter från sin handkassa.        | Skuldkonto                | 2 000                     |                           |
| Vid en försäljning inkommer 500 kr till företagets bankkonto.                                           | Försäljningskonto         |                           | 500                       |
| Vid en försäljning inkommer 500 kr till företagets bankkonto.                                           | Bankkonto                 | 500                       |                           |
| Ett företag köper kontorsutrustning för 850 kr. Pengarna tas från bankkontot.                           | Bankkonto                 |                           | 850                       |
| Ett företag köper kontorsutrustning för 850 kr. Pengarna tas från bankkontot.                           | Inköpskonto               | 850                       |                           |

Vid manuell bokföring är debet den vänstra sidan av ett så kallat T-konto. Vid maskinell bokföring betecknas debet ofta med "+" medan kredit betecknas med "–". Debetsidan i bokföringen visar tillgångar eller utgifter/kostnader (medan den motsatta kreditsidan visar eget kapital/skulder eller intäkter).
Att debitera innebär att i dubbel bokföring föra in en transaktion på debetsidan av ett konto.
- Att debitera ett skuldkonto/eget kapital innebär att skulderna / egna kapitalet minskar.
- Att debitera ett tillgångskonto innebär att tillgångarna ökar.
- Att debitera ett intäktskonto innebär att intäkterna minskar.
- Att debitera ett kostnadskonto innebär att kostnaderna ökar.